# Татяна Султанова-Сивева
Татяна Славова Султанова-Сивева е български еколог, биолог и политик от „Продължаваме промяната“. Народен представител в XLVII народно събрание. Тя е експерт по екология и мониторинг на околната среда, работила в Министерство на околната среда и водите, преподавател в Пловдивския университет.

## Биография
Татяна Султанова е родена на 3 февруари 1976 г. в град Сливен, Народна република България. Завършва Профилирана природо-математическа гимназия „Добри Чинтулов“ в родния си град. Придобива две магистърски степени – „Генетика и микробиология“ и „Биоразнообразие, екология и консервация“ в Пловдивския университет. Преминава следдипломното си обучение в Щатски университет „Форт Валей“ в Атланта (САЩ), специалност „Биотехнологии“.
На парламентарните избори през ноември 2021 г. като кандидат за народен представител е водач в листата на „Продължаваме промяната“ за 21 МИР Сливен, откъдето е избрана. Омъжена, има син.